# جانی جایلز
جانی جایلز (انگلیسی: Johnny Giles؛ زادهٔ ۶ نوامبر ۱۹۴۰) یک بازیکن فوتبال در پست هافبک، روزنامه‌نگار و مربی اهل ایرلند است.

## باشگاهی
از باشگاه‌هایی که در آن بازی کرده‌است می‌توان به منچستر یونایتد، لیدز یونایتد، وست برومویچ آلبیون، و شامروک روورز اشاره کرد.

## تیم ملی
وی همچنین در تیم ملی فوتبال جمهوری ایرلند بازی کرده‌است.